# Robert Demachy
Pour les articles homonymes, voir Demachy.
Robert Demachy, né à Saint-Germain-en-Laye le 7 juillet 1859 et mort à Hennequeville près de Trouville-sur-Mer le 29 décembre 1936, est un directeur de banque français devenu rentier. Photographe amateur, il est connu pour être un théoricien de la photographie et chef de file du mouvement pictorialiste en France.

## Biographie
Issu de la haute société parisienne du Second Empire, Robert Demachy est le fils de Zoé Girod de l’Ain (1827-1916, fille du général-baron Félix Girod de l’Ain) et de Charles-Adolphe Demachy (1818-1888), gérant de la banque Seillière-Demachy et régent de la Banque de France. Dernier de quatre enfants, il est le frère de la comtesse Centule de Béarn (née Germaine Demachy, 1851-1929) ainsi que de Charles Demachy (1852-1911) et Édouard Demachy (1854-1927). Il est par ailleurs apparenté au peintre Pierre-Antoine Demachy (1723-1807) qui était son arrière arrière-grand-oncle.
Robert Demachy effectue sa scolarité au collège des Jésuites de Vaugirard, établissement parisien réputé où il reçoit une solide formation. Après avoir obtenu son baccalauréat et son diplôme de droit, il accomplit son volontariat et passe un an dans l’armée comme chasseur à cheval. À son retour à la vie civile en 1880, il caresse l’espoir d’intégrer l’académie Julian pour devenir peintre. Ce désir de carrière artistique n’étant pas du goût de son père, il rejoint la banque Seillière-Demachy où il effectue, durant une dizaine d’années, des taches subalternes. À la mort de son père en 1888, la fortune familiale lui permettant de vivre de ses rentes, il décide de se consacrer pleinement à la photographie, activité à laquelle il s’adonne depuis son plus jeune âge. Également passionné de musique, le jeune homme est un pianiste et violoniste accompli.

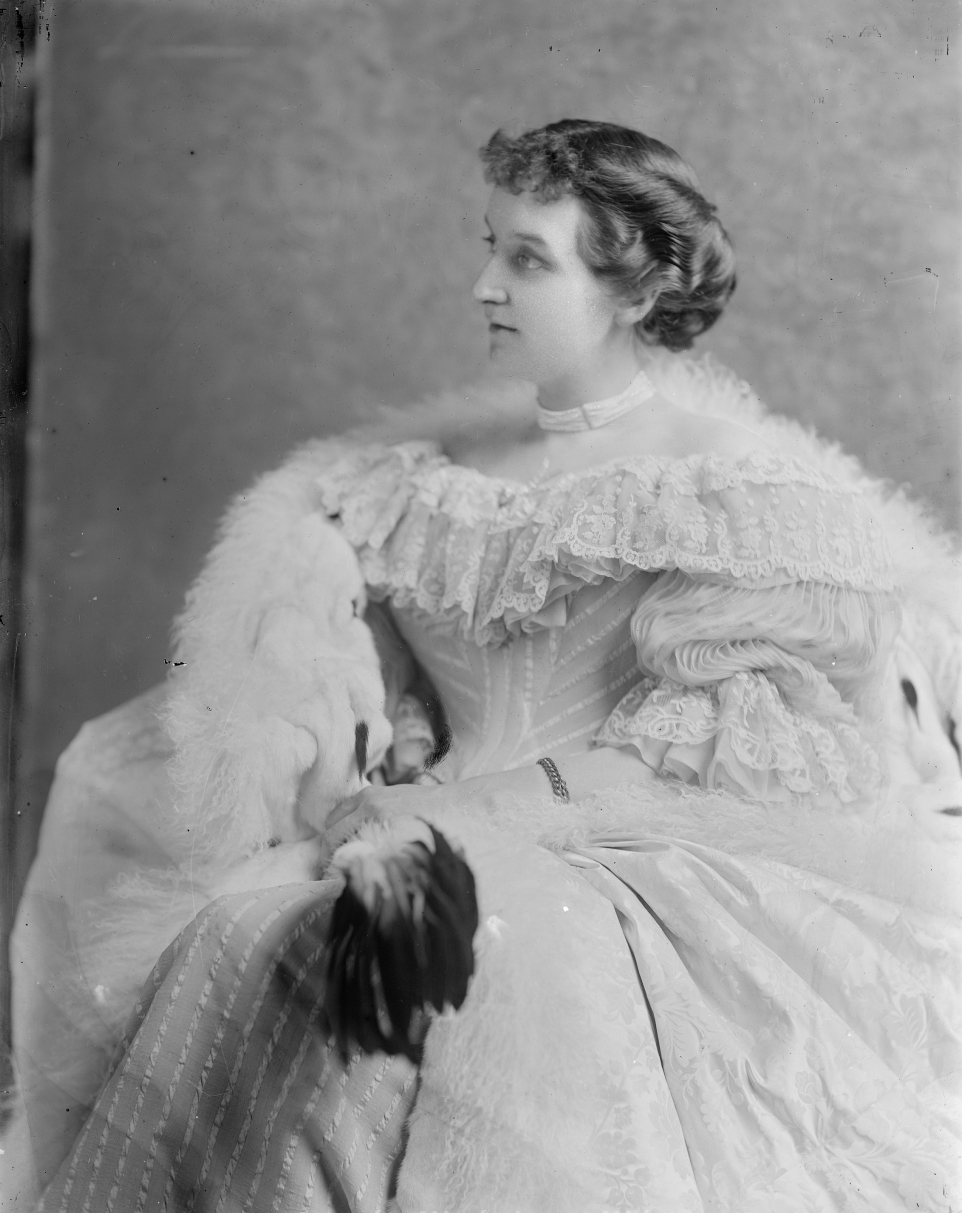
Photographie de Mme Demachy.

Le 1er mai 1893, Robert Demachy épouse une jeune américaine, Adelia Delano (1867-1932), fille d’un des plus importants industriels de Detroit. Le couple s’installe dans l’hôtel particulier de la famille Demachy (13 rue François Ier) où Robert Demachy vit depuis son enfance. De cette union naissent deux fils, Robert (1894-1947) et Jacques (1898-1981). Durant la Première Guerre mondiale, Robert combat aux côtés de Roland Dorgelès qui fera de lui l’un des héros de son roman Les Croix de bois (1919). Par la suite, il intègre la banque familiale. Jacques, quant à lui, poursuit une carrière de peintre, dessinateur et illustrateur de mode. En 1910, le divorce du couple Demachy, séparé depuis 1908, est officiellement prononcé. L’année suivante, Adelia Delano épouse un chirurgien réputé, le docteur Maurice Cazin (1863-1933). Robert Demachy, de son côté, ne se remariera pas.
En 1915, après la mort prématurée de son frère Charles (en 1911) et de son neveu Charley (en 1915), Robert Demachy se voit contraint d’intégrer la direction de la Banque Demachy & Cie. Totalement étranger aux questions financières, il se contente de faire acte de présence au siège de la banque (alors situé 27 rue de Londres) et son rôle se limite à celui de prête-nom. Ce n’est finalement qu’en 1933 qu’il peut quitter ses fonctions. En 1936, après avoir mis ses affaires en ordre, il quitte définitivement l’hôtel particulier parisien qu’il occupait depuis 1916 au 12 cité Malesherbes pour se retirer dans une petite villa située sur les hauteurs de Trouville-sur-Mer. C’est là qu’il s’éteint, le 29 décembre 1936. Ses obsèques sont célébrées le 31 décembre dans l'église d'Hennequeville et il est inhumé au cimetière du Père-Lachaise.

## Carrière artistique

### Premières années
C’est en 1871, alors qu’il n’a que douze ans, que Robert Demachy découvre la photographie. À cette époque, la pratique en est encore complexe et fastidieuse. Pourtant, en dépit des difficultés et malgré son jeune âge, le jeune garçon ne se décourage pas. Au contraire, il se prend de passion pour cette activité, une passion dévorante qui ne le quittera plus et à laquelle il consacrera toute son existence. Devenu adulte, son statut de rentier lui procure aisance financière et temps libre, deux facteurs déterminants qui expliquent l’extraordinaire développement de sa pratique.
Dans les années 1870-1880, Robert Demachy utilise sa chambre noire principalement en Normandie où il passe chaque année la période estivale dans la propriété que son père a fait construire sur les hauteurs de Villers-sur-Mer (Calvados). Après avoir employé, pour la réalisation de ses négatifs, le procédé au collodion humide, il adopte, dès leur mise sur le marché, les plaques sèches au gélatino-bromure d’argent. Permettant des temps de pose beaucoup plus courts, celles-ci développent chez lui un goût marqué pour l’instantané (vagues, bateaux entrant au port, etc.). Dès cette époque, il investit tous les genres : scènes animées, portraits, paysages, études de modèles en intérieur ou en plein air. Il tire ses épreuves sur papier albuminé et les réunit en albums.
Vers 1885, il réalise ses premières études de modèles féminins nus et drapés dans l’atelier d’un de ses amis peintres. Si l’influence de ce dernier se ressent dans certains choix de composition, le style personnel de Demachy y est déjà très reconnaissable, notamment dans la manière de faire poser les modèles face à l’objectif. Durant la période pictorialiste, il continuera d’explorer avec intérêt la photographie de nu. En 1888, année de la mort de son père, il loue son premier atelier personnel dans lequel seront réalisés l’essentiel de ses portraits, études de modèles et nus. Élu membre de la Société française de photographie en 1882, il y est un membre discret jusqu’au début des années 1890 où il s’illustre à l’occasion de concours d’épreuves et de diapositives de projection qui lui valent plusieurs prix. Dès cette époque, il est considéré comme l’un des plus brillants photographes amateurs contemporains. Robert Demachy appartient en effet pleinement à cette catégorie d’opérateurs qui pratiquent la photographie par passion et sans en vivre. Sa production en présente d’ailleurs toutes les caractéristiques tant en termes de sujets (chronique de la vie privée, portraits de proches, jeux des enfants, instantanés de voyage, etc.) qu’en matière technique (utilisation d’appareils à main légers et maniables, constitution d’albums faisant la chronique de sa vie personnelle). Demachy revendiquera toujours ce statut d’amateur qui constitue l’un des fondements du pictorialisme dont il devient, entre 1894 et 1914, le chef de file en France.

### L'aventure pictorialiste
En janvier 1894, le Photo-club de Paris, société d’amateurs fondée en 1888, inaugure à la galerie Georges Petit sa Première exposition d’Art photographique. Cette manifestation d’un genre nouveau, uniquement réservée à des épreuves présentant « un réel caractère artistique », va lancer l’aventure pictorialiste en France. En 1895, Demachy rejoint le Photo-club de Paris dont il partage l’ambition : développer et promouvoir une photographie qui ne soit plus « copie » de la nature mais œuvre « d’interprétation », c’est-à-dire qui témoigne du sentiment personnel de son auteur. Pour cela, Demachy va privilégier une voie en particulier : celle des procédés pigmentaires, techniques de tirage non argentiques qui offrent un rendu proche des arts graphiques et permettent au photographe de transformer radicalement l’image (composition, éclairage, valeurs, etc.). En 1895, il remet à l’honneur le procédé à la gomme bichromatée qui fera connaître son nom dans le monde entier. En 1906, il adapte et transforme le procédé à l’huile (dit aussi « aux encres grasses »). Enfin, en 1911, il invente un procédé dérivé du précédent, le report d’huile. Technicien hors pair, ses épreuves comptent parmi les plus remarquables obtenues à l’aide de ces procédés. Durant vingt ans, il les expose dans le monde entier, contribuant ainsi très largement à la diffusion de ces techniques de tirage si particulières.
Dans le même temps, Robert Demachy devient également l’un des principaux théoriciens du mouvement pictorialiste. Il est l’auteur de plusieurs livres ainsi que d’un grand nombre d’articles publiés non seulement en France (en particulier dans les organes du Photo-Club de Paris, le Bulletin du Photo-Club de Paris puis La Revue de Photographie) mais également dans toute l’Europe (Angleterre, Belgique, Italie, Suisse, Allemagne, Autriche, etc.) et aux États-Unis. Sa parfaite maîtrise de l’anglais lui permet de correspondre avec de nombreux photographes et de publier fréquemment dans la presse étrangère. Variés, ses écrits abordent aussi bien des questions théoriques que des points d’esthétique. Il rédige également des critiques d’expositions ainsi que de nombreux articles techniques avec l’objectif affiché de répandre l’usage des procédés pigmentaires. Si ses écrits sont avant tout publiés dans des revues photographiques, Demachy se voit également ouvrir les colonnes de prestigieuses revues d’art comme la Gazette des beaux-arts dans laquelle il publie en 1904 un article intitulé « L’interprétation en photographie ». En 1903, il reçoit les palmes d'officier d'Académie, signe d’une reconnaissance officielle de son rôle décisif dans le rayonnement de la France sur la scène photographique internationale.
En 1929, il présente au Salon des humoristes les toiles Et on parle des planches de Trouville et Une fleur de la plage fleurie

#### Demachy et l'Angleterre
Tout au long de l’aventure pictorialiste, Robert Demachy entretient d’étroites relations avec l’école anglaise de photographie artistique. Le 28 mai 1895, il devient membre du Linked Ring, équivalent britannique du Photo-club de Paris. Dès lors, il prend part au Photographic Salon de Londres, prestigieuse exposition annuelle d’art photographique organisée par le Linked Ring. Cette société avait été fondée en 1892 en réaction au conservatisme de la Royal Photographic Society qui, petit à petit, saura s’ouvrir à la photographie pictorialiste, organisant notamment dans ses locaux des expositions personnelles (one-man shows) consacrées aux leaders du mouvement (Frederick H. Evans, Alvin L. Coburn, etc.). C’est ainsi qu’en l’espace de dix ans, de 1901 à 1911, la Royal Photographic Society offre pas moins de cinq expositions personnelles – un record – à Demachy :
- 1901 – Exhibition of Photographs by M. Robert Demachy (60 gommes bichromatées et 7 ozotypes)
- 1904 – Studies in Gum by Robert Demachy (67 gommes bichromatées)
- 1907 – Exhibition of Oil Prints by Robert Demachy (53 épreuves à l’huile)
- 1910 – Exhibition of Photographs by Robert Demachy, Hon. F.R.P.S. (54 épreuves à l’huile)
- 1911 – Exhibition of prints by the Oil transfer process by Robert Demachy, Hon. F.R.P.S. (70 reports d’huile)

Au mois de mai 1905, la Royal Photographic Society souhaitant mettre à l’honneur les accomplissements de l’école pictorialiste, Robert Demachy se voit décerner le titre de membre honoraire (Honorary Fellow) en même temps qu’Alfred Stieglitz.
Durant toutes ces années, Demachy collabore par ailleurs activement avec la presse britannique, écrivant régulièrement pour les plus prestigieuses revues photographiques : The Amateur Photographer, Photograms of the Year, British Journal of Photography, etc.

#### Demachy et les États-Unis
De 1898 à 1912, Robert Demachy entretient une correspondance suivie avec Alfred Stieglitz, chef de file de la Photo-Secession, branche américaine du pictorialisme. Appréciant l’œuvre du Français, Stieglitz lui ouvre largement les pages de deux des plus prestigieuses revues pictorialistes, Camera Notes et Camera Work :
- Articles de Robert Demachy publiés dans Camera Notes
  - The Americans at the Paris Salon (Vol. 2, no 3, janvier 1899, p. 107-111)
  - What difference is there between a good photograph and an artistic photograph? (Vol. 3, no 2, octobre 1899, p. 45-48)
  - Criticism on photographs (Vol. 3, no 4, avril 1900, p. 193-196)
  - The American New School of Photography in Paris (Vol. 5, no 1, juillet 1901, p. 33-42)
  - Cave! (Vol. 5, no 4, avril 1902, p. 243-246)

Photographies de Robert Demachy publiées dans Camera Notes
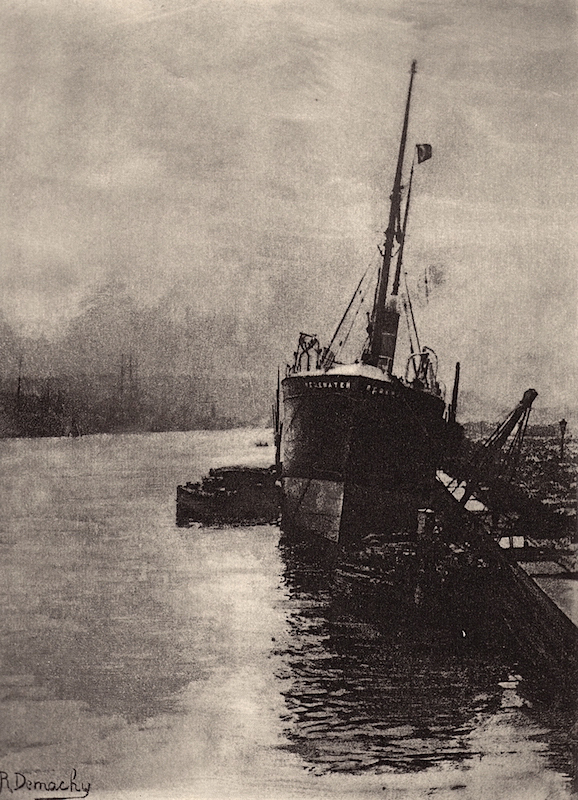
Rouen
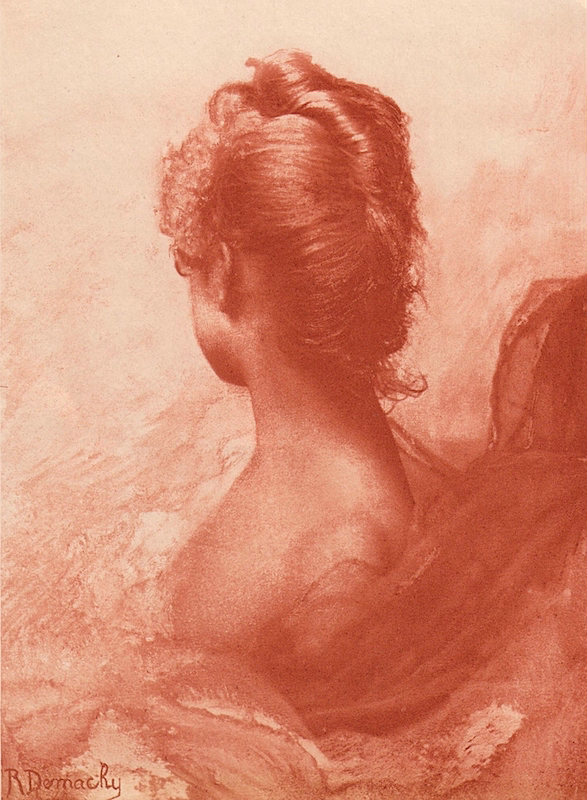
Study in Red
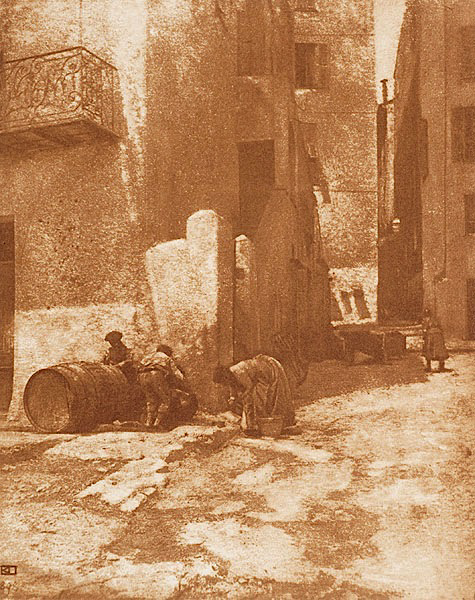
A Street in Mentone
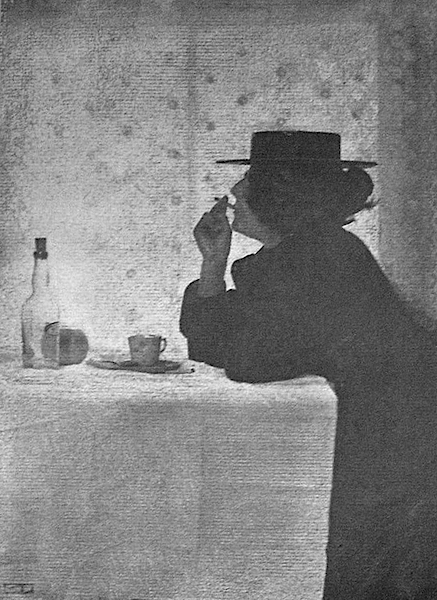
Cigarette Girl – A Poster Design
  - Janvier 1898 (Vol. 1, no 3) : Rouen
  - Juillet 1898 (Vol. 2, no 1) : Study in red
  - Janvier 1900 (Vol. 3, no 3) : A street in Mentone
  - Juillet 1902 (Vol. 6, no 1) : Cigarette Girl – A Poster Design

- Photographies de Robert Demachy publiées dans Camera Notes
- Rouen
- Study in Red
- A Street in Mentone
- Cigarette Girl – A Poster Design

- Articles de Robert Demachy publiés dans Camera Work
  - The gum-print (no 7, juillet 1904, p. 33-37)
  - 'My experience of the Rawlins oil process (no 16, octobre 1906, p. 17-23)
  - The straight and the modified print (no 18, avril 1907, p. 39-40)
  - Monsieur Demachy and English photographic art (no 18, avril 1907, p. 41-48)
  - On the straight print (no 19, juillet 1907, p. 21-24)
- Photographies de Robert Demachy publiées dans Camera Work
  - Janvier 1904 (no 5) : In Brittany ; Street in Mentone ; Severity ; On the Lake ; Contrasts ; Struggle
  - Juillet 1904 (no 7) : Behind the Scenes ; Speed
  - Juillet 1905 (no 11) : L’Effort
  - Octobre 1906 (no 16) : Toucques Valley ; A Model ; Portrait – Mlle D. ; Street in Lisieux ; Behind the Scenes ; Study ; The Seine at Clichy

Photographies de Robert Demachy publiées dans Camera Work
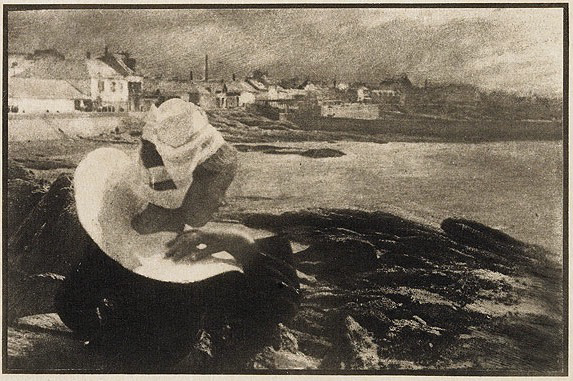
In Brittany
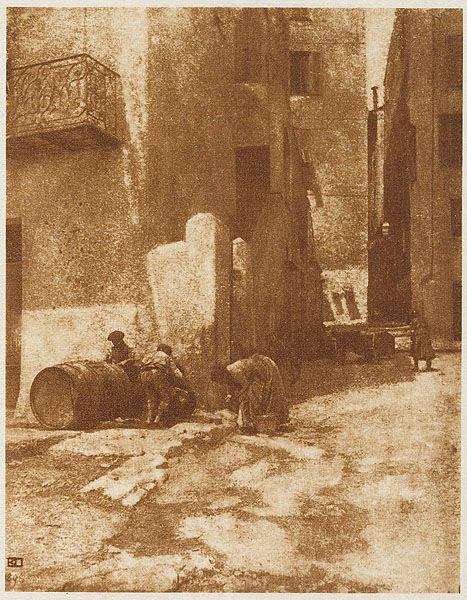
Street in Mentone
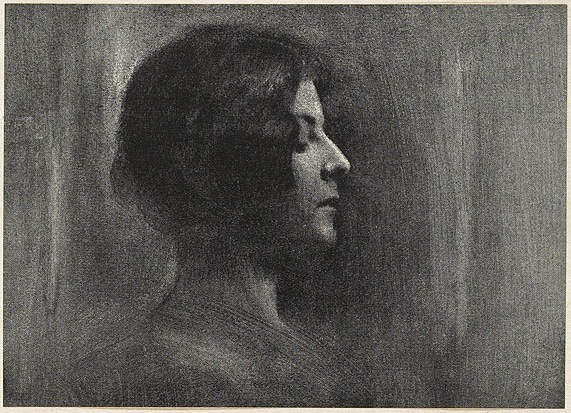
Severity
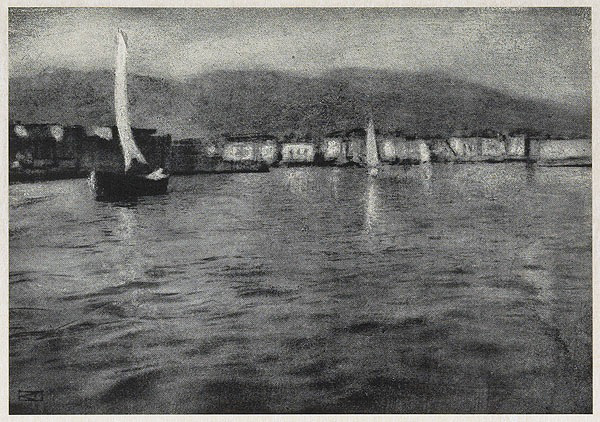
On the Lake
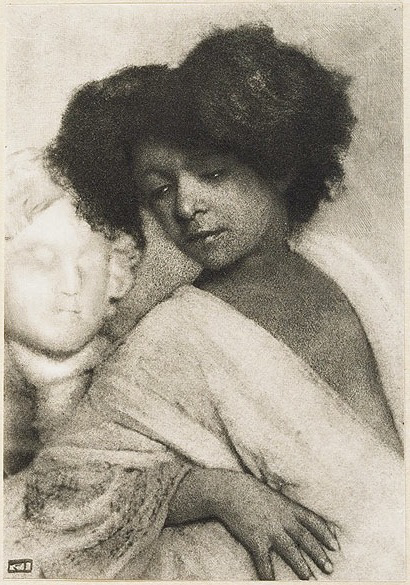
Contrasts
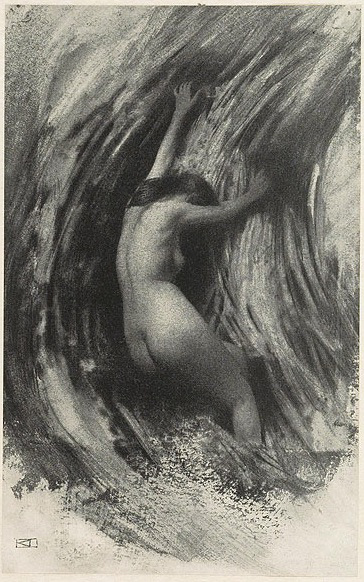
Struggle
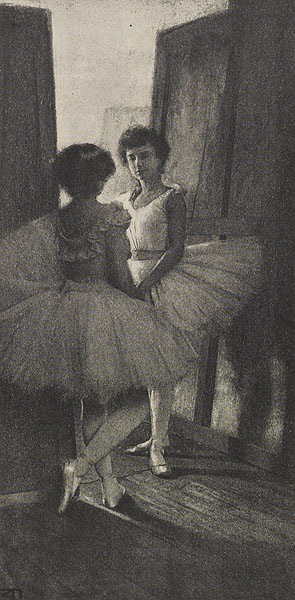
Behind the Scenes
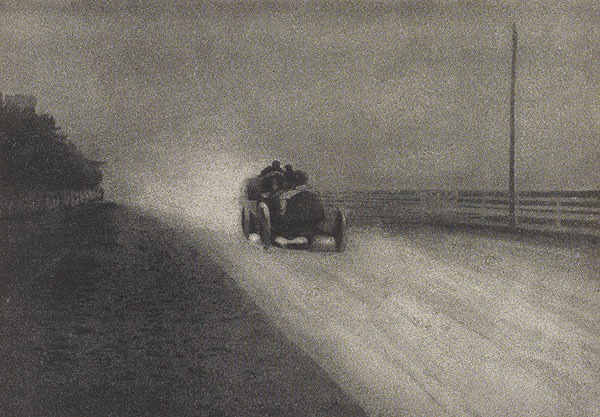
Speed
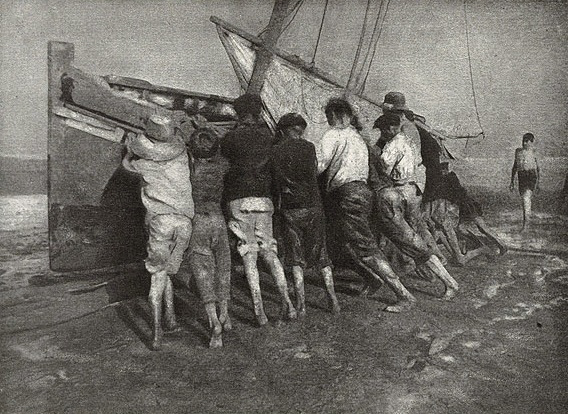
L'Effort
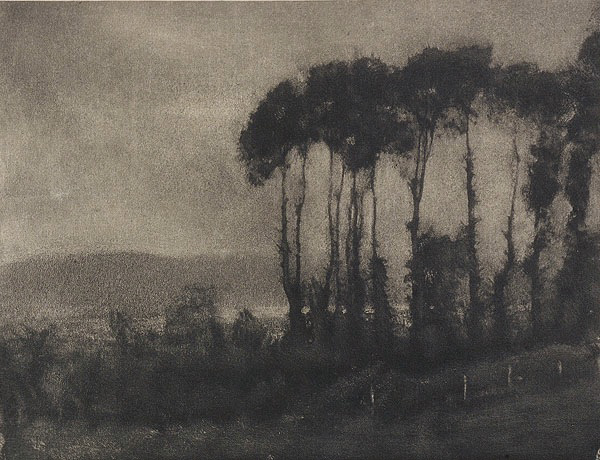
Toucques Valley
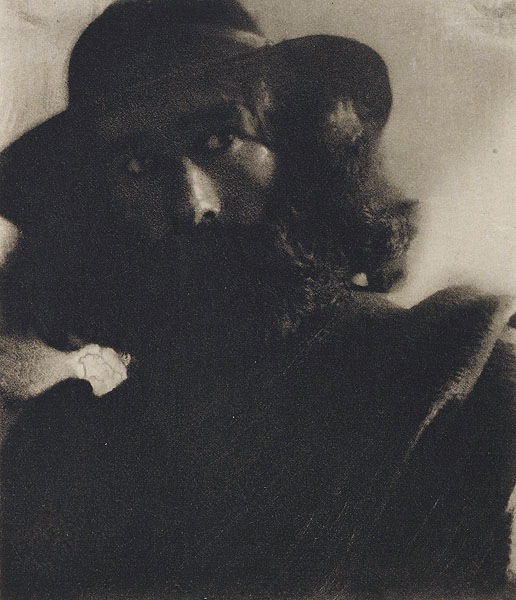
A Model
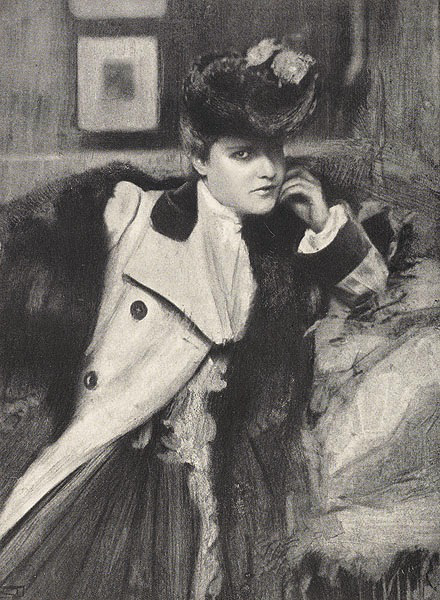
Portrait - Mlle D.
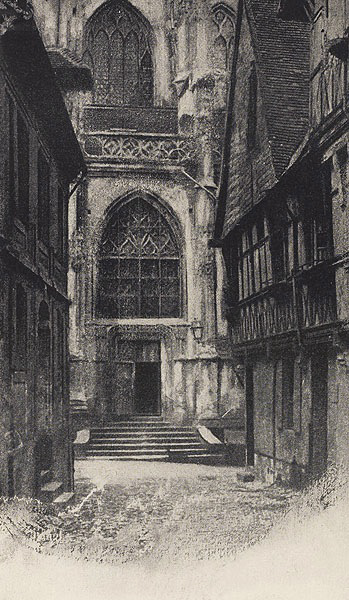
Street in Lisieux
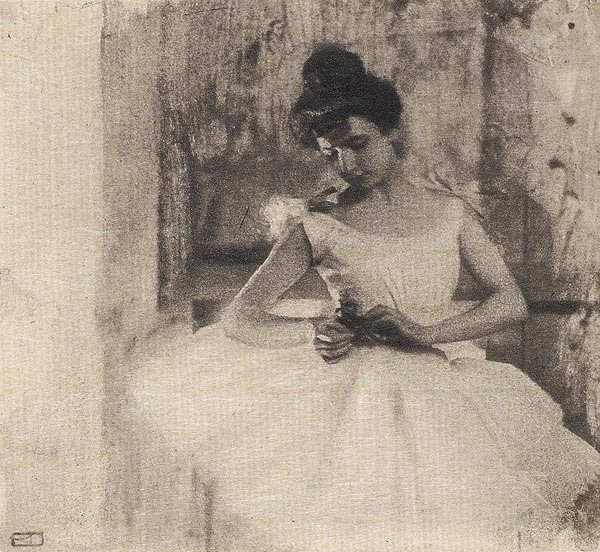
Behind the Scenes
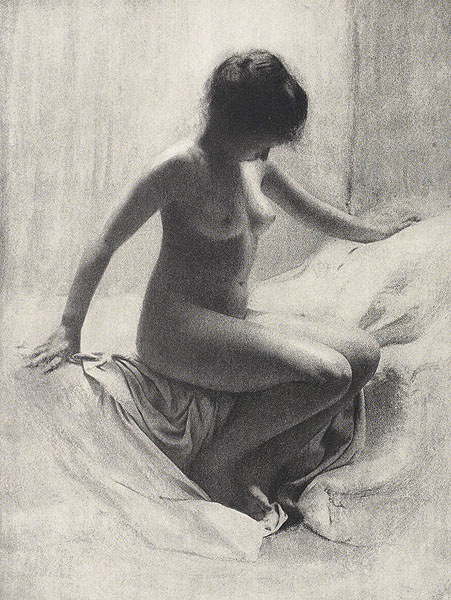
Study
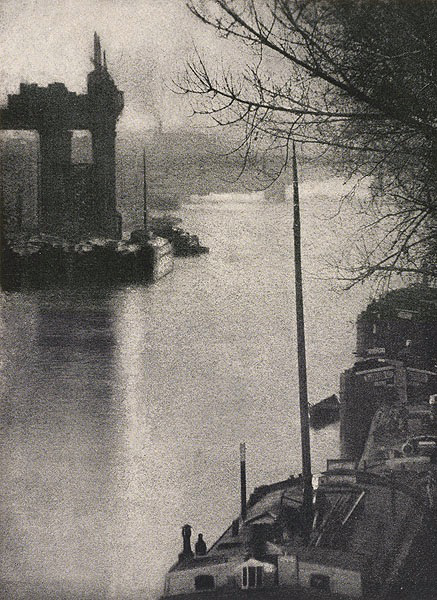
The Seine at Clichy

### Demachy après le pictorialisme
En 1914, l’éclatement de la guerre provoque l’effondrement du pictorialisme, notamment en France ou toute une génération de jeune photographes émergents est mobilisée. De son côté, Demachy se voit contraint d’intégrer l’équipe dirigeante de la banque familiale. Ces nouvelles fonctions l’éloignent de la pratique photographique qu’il abandonne peu à peu (et non brusquement, comme on l’a longtemps affirmé). Il continue de prendre des photographies jusqu’au début des années 1920. Dans les années 1920-1930, l’abandon progressif de la photographie se fait au profit des arts graphiques (croquis, monotypes et pastels) que Demachy pratique en amateur, exposant régulièrement ses créations comme il le faisait avec ses photographies. Durant cette période, celles-ci continuent d’ailleurs d’être exposées de par le monde.
Au début des années 1930, libéré de toute obligation professionnelle, Robert Demachy entreprend le tri de l’ensemble de son œuvre photographique. En 1936, quelques mois avant sa mort, il fait deux donations : l’une à la Société française de Photographie, l’autre à la Royal Photographic Society.
À la suite de diverses donations et acquisitions, le musée Nicéphore-Niépce de Chalon-sur-Saône a également réuni un très important ensemble d’œuvres de Robert Demachy. Avec la Société française de Photographie et la Royal Photographic Society (dont le fonds est conservé au Victoria & Albert Museum), il est aujourd’hui la principale institution détentrice d’œuvres du chef de file du pictorialisme français.

## Distinctions
Officier d'Académie (1903)

## Galerie

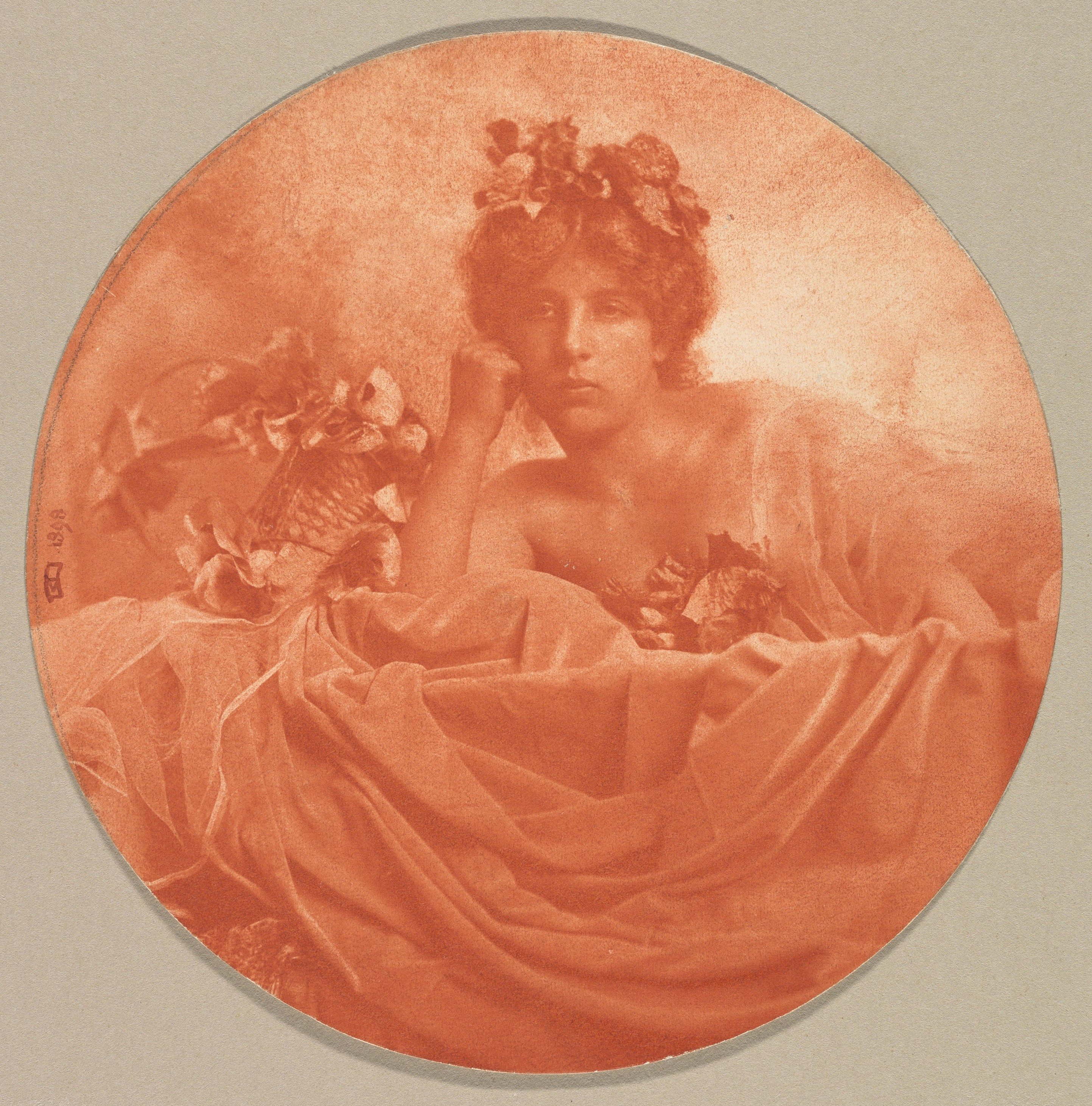
Motif rond, 1898.
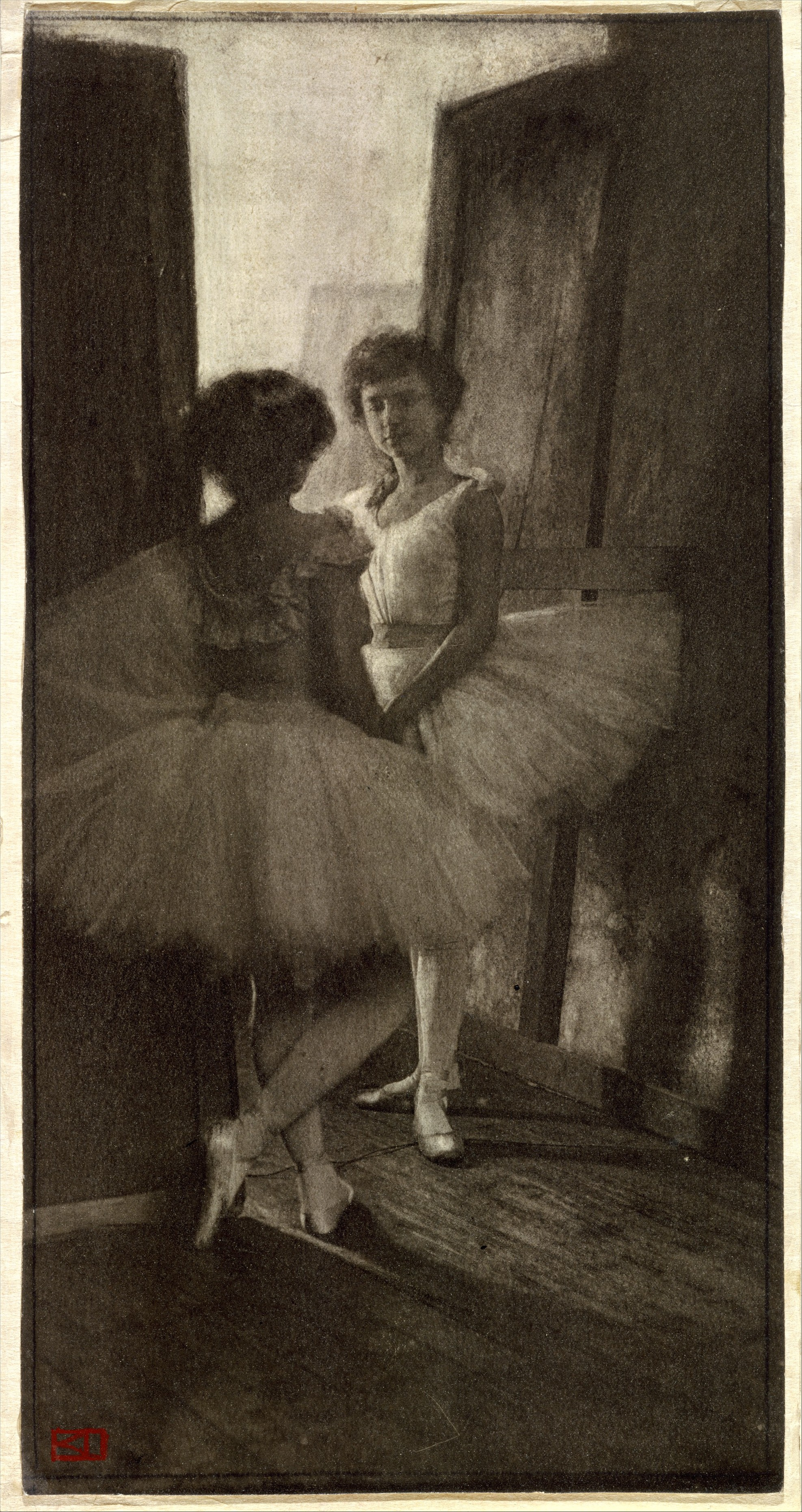
Dans les Coulisses, 1900.
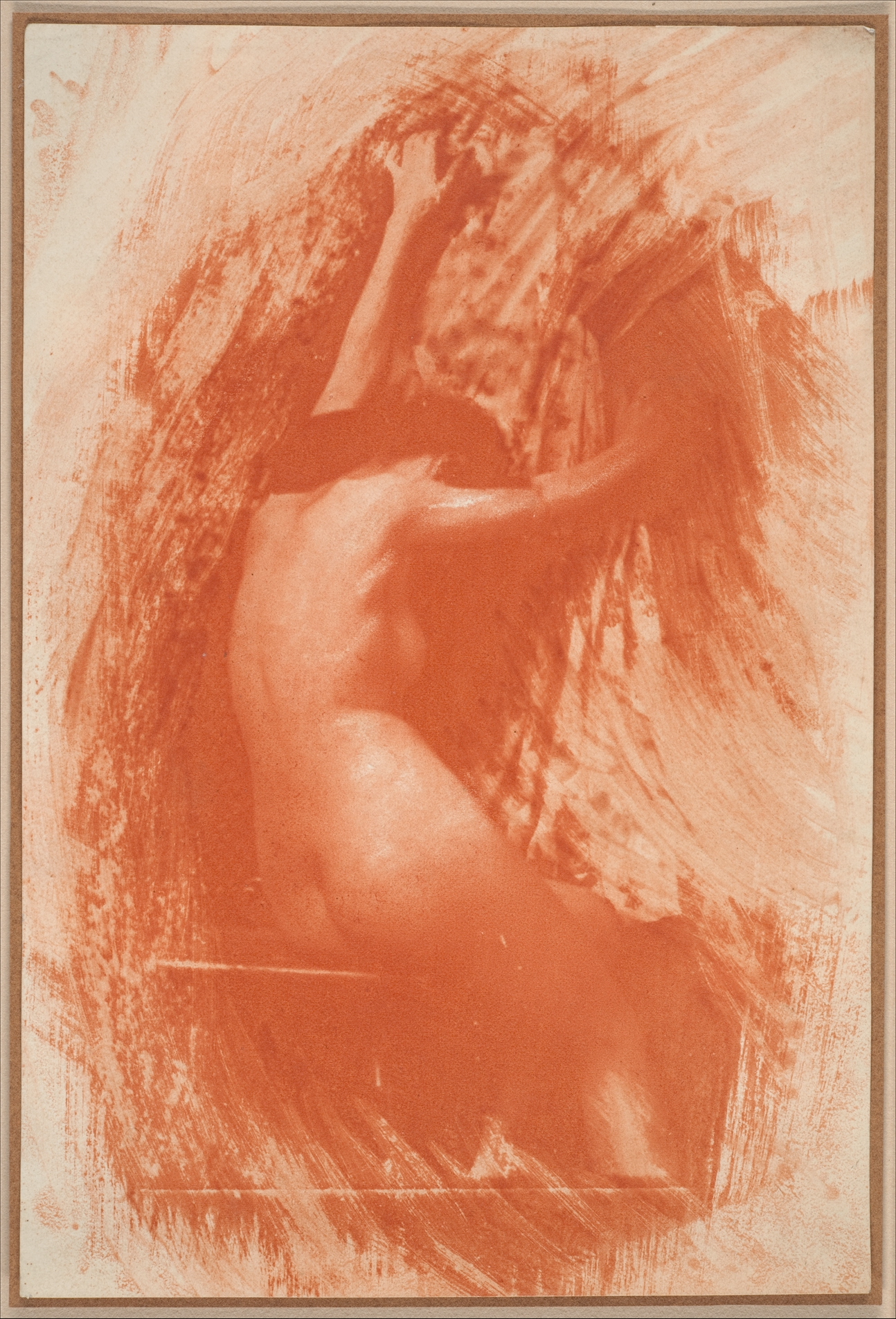
Struggle, vers 1904.
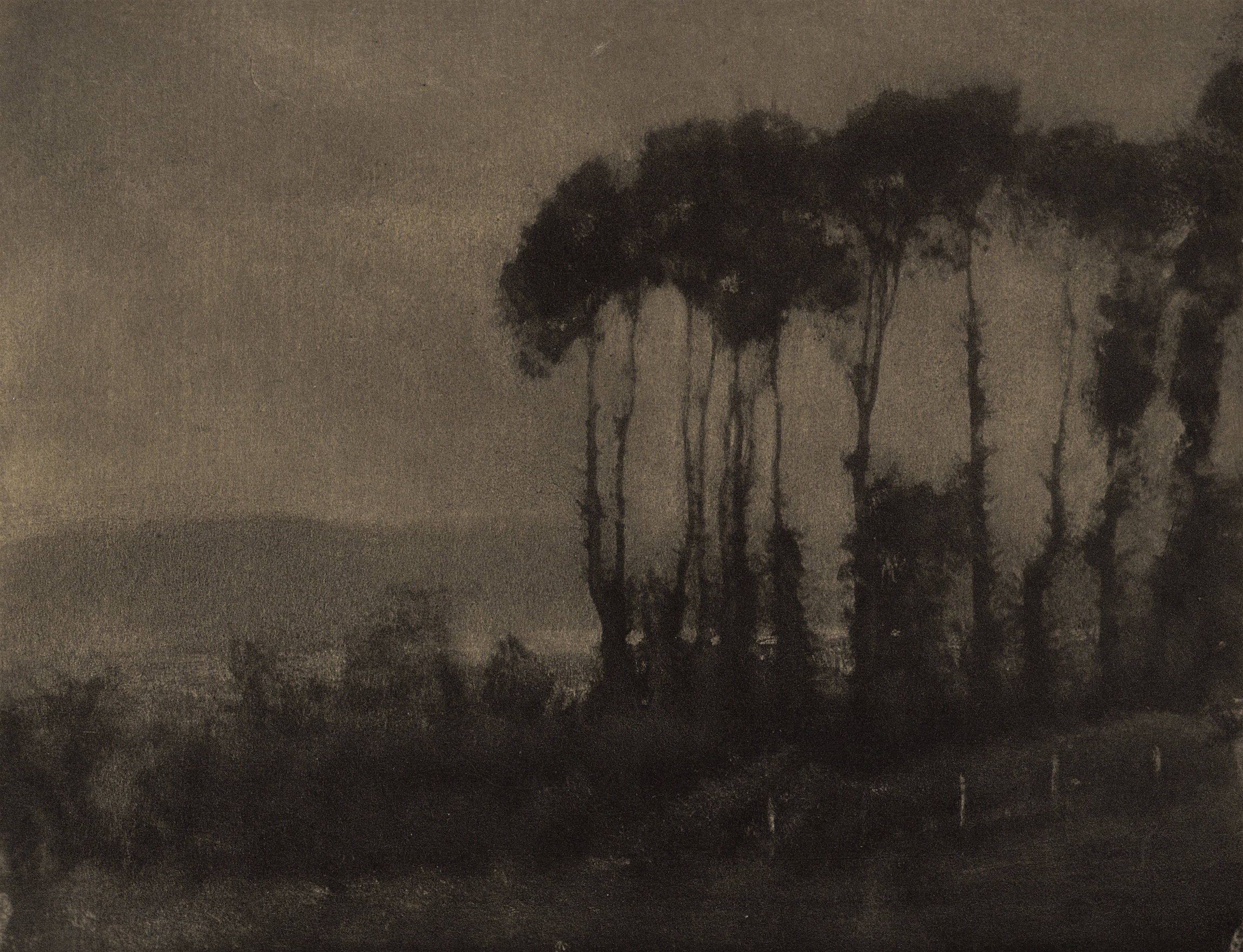
La Vallée de la Touques, 1906.
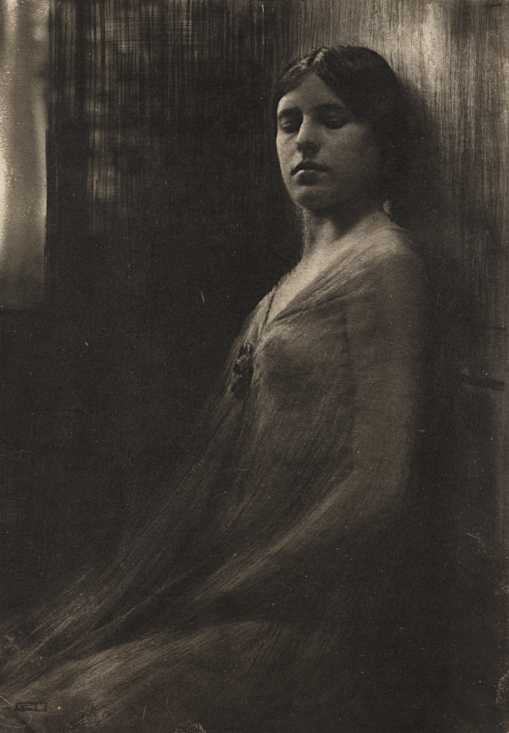
Étude, vers 1904-1906.
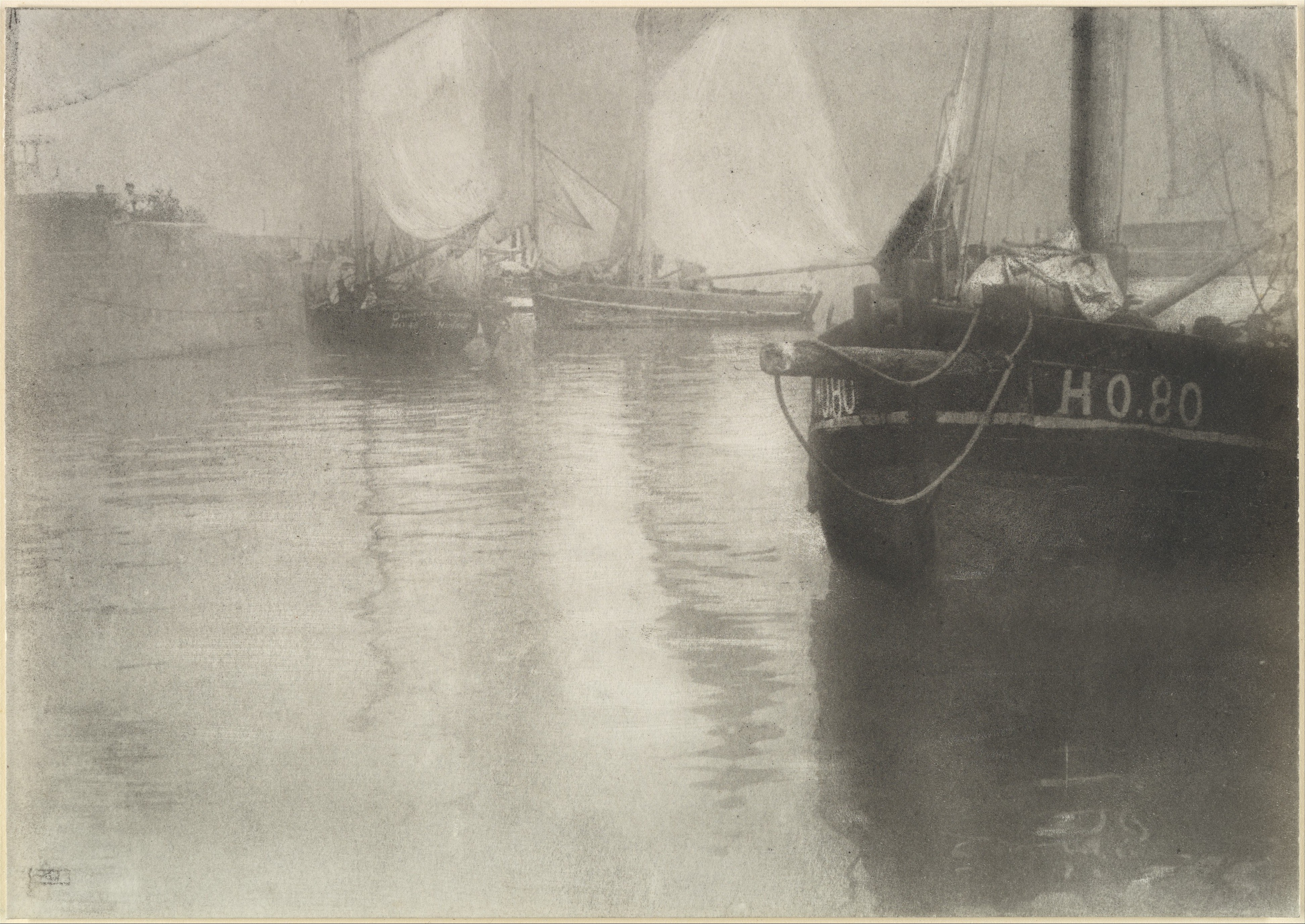
Honfleur, 1907-1908.
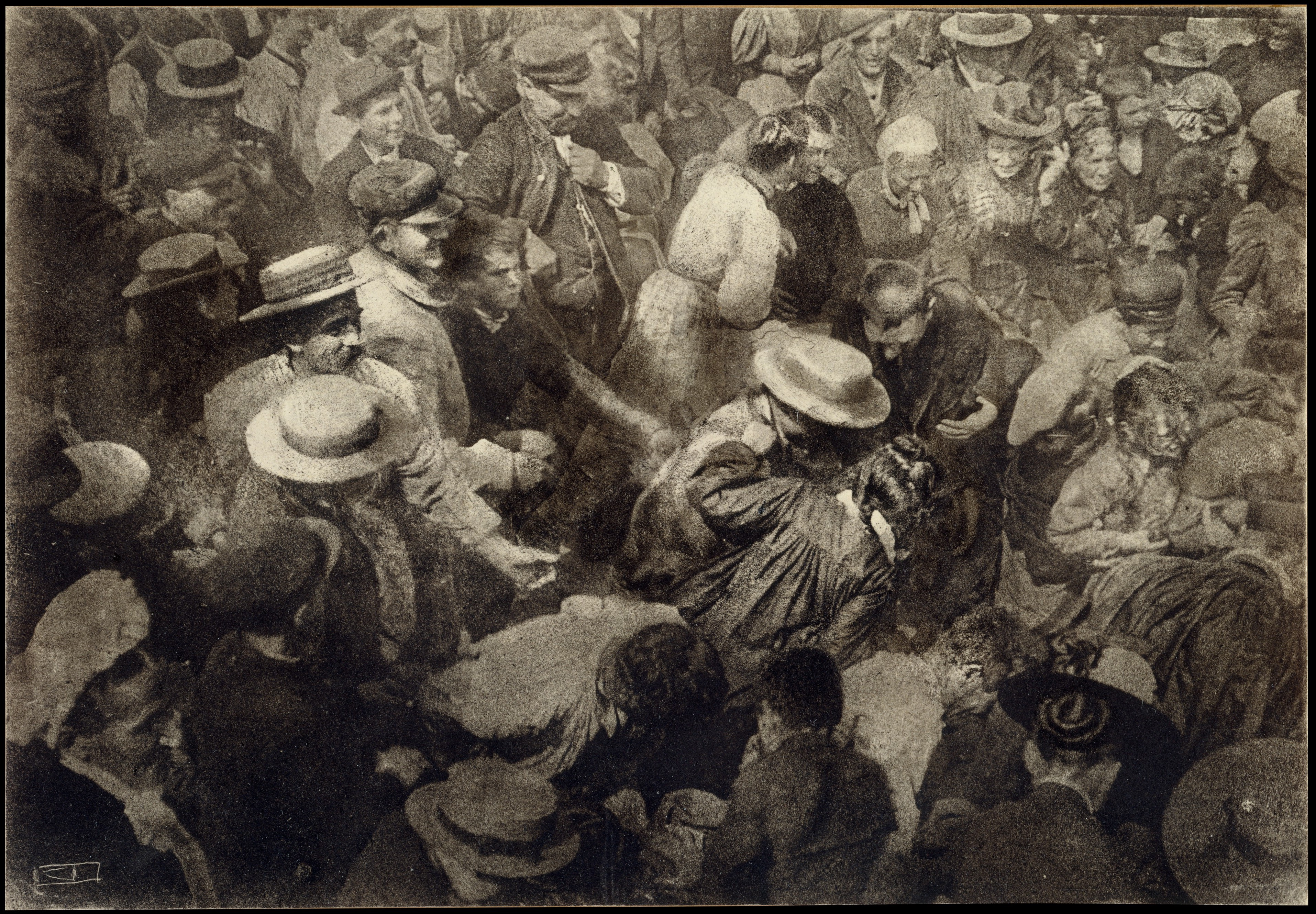
La Foule, 1910.
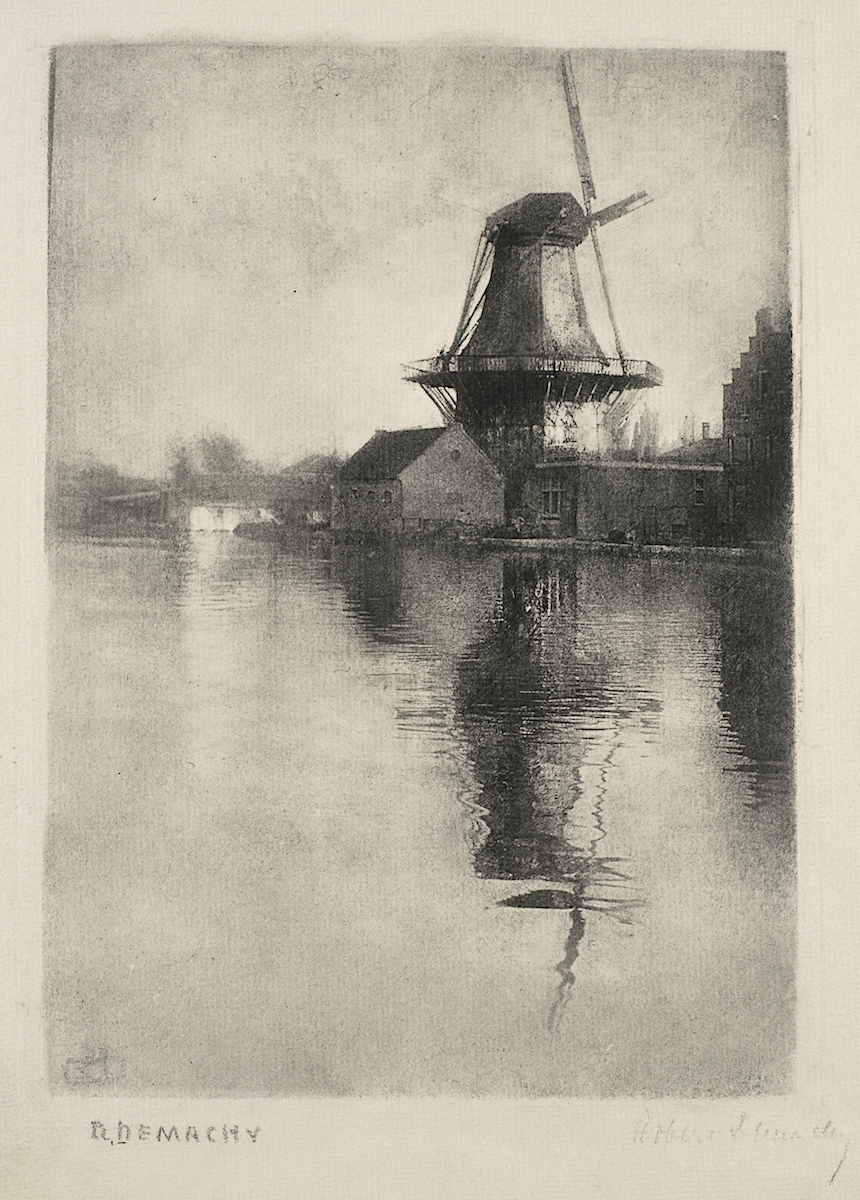
En Hollande, vers 1911-1914.

## Publications
Les références qui suivent sont une sélection de quelques-uns des principaux écrits de Robert Demachy. Sa bibliographie intégrale est consultable sur le site Bibliographies de critiques d'art francophones.

### Ouvrages
- (en) Alfred Maskell et Robert Demachy, Photo-Aquatint or The Gum-bichromate process, Londres, Hazell, Watson & Viney, 1897, 55 p. (lire en ligne) [réédité en 1898 et 1901]
- Alfred Maskell et Robert Demachy (trad. G. Devanlay), Le Procédé à la gomme bichromatée ou Photo-aquateinte, Paris, Gauthier-Villars et Fils, 1898, 76 p. (lire en ligne) [réédité en 1905]
- Robert Demachy et Constant Puyo, Les procédés d’art en photographie, Paris, Photo-club de Paris, 1906, 146 p. (lire en ligne)
- Robert Demachy, Le report des épreuves à l’huile, Paris, Charles Mendel, 1912, 32 p. (lire en ligne)

### Articles
- Robert Demachy, « De la légitimité des moyens employés par la nouvelle école en photographie », Annuaire général et international de la Photographie, vol. 5,‎ 1896, p. 223-228.
- Robert Demachy, « Des différentes manières de juger une photographie », Bulletin du Photo-Club de Paris, vol. 8, no 4,‎ 1er avril 1898, p. 113-116.
- (en) Robert Demachy, « The gum bichromate process », The Photographic Journal, vol. 22, no 8,‎ 28 avril 1898, p. 252-260.
- Robert Demachy, « Pro Domo », Bulletin du Photo-Club de Paris, vol. 10, no 2,‎ février 1900, p. 35-37.
- Robert Demachy, « L’exposition des artistes américaines », Bulletin du Photo-Club de Paris, vol. 11, no 4,‎ avril 1901, p. 107-113.
- (en) Robert Demachy, « Exhibition of the New American School of artistic photography at the Paris Photo-Club », The Amateur Photographer, vol. 33, no 861,‎ 5 avril 1901, p. 275-277.
- (en) Robert Demachy, « Cave! », The Amateur Photographer, vol. 34, no 898,‎ 19 décembre 1901, p. 495-496.
- Robert Demachy, « La recherche d’art en photographie », L’Art décoratif, vol. 4, no 45,‎ juin 1902, p. 117-124.
- Robert Demachy, « L’interprétation en photographie », Gazette des beaux-arts, vol. 46, no 561,‎ 1er mars 1904, p. 251-255. (lire en ligne)
- Robert Demachy, « Le paysage au téléobjectif », La Revue de Photographie, vol. 3, no 2,‎ 15 février 1905, p. 33-38.
- Robert Demachy, « La retouche au burin », La Revue de Photographie, vol. 3, no 4,‎ 15 avril 1905, p. 97-102.
- Robert Demachy, « Amateurs et professionnels », La Revue de Photographie, vol. 5, no 5,‎ 15 mai 1907, p. 129-132.
- (en) Robert Demachy, « Photography of the nude », The Photographic News, vol. 52, no 601,‎ 5 juillet 1907, p. 12-13.
- (en) Robert Demachy, « Three years’ experience with the oil printing process », The Photographic Journal, vol. 34, no 7,‎ juillet 1910, p. 267-270
- (en) Robert Demachy, « The oil transfer process », The Photographic Journal, vol. 35, no 6,‎ juillet 1911, p. 257-261

## Pour approfondir
- Robert Demachy sur Commons